# مانا دمبله
مانا دمبله (انگلیسی: Mana Dembélé؛ زادهٔ ۲۹ نوامبر ۱۹۸۸) بازیکن فوتبال اهل فرانسه است که در پست مهاجم بازی می‌کند.
از باشگاه‌هایی که در آن بازی کرده‌است می‌توان به باشگاه فوتبال گنگام، باشگاه فوتبال کلرمون فوت، باشگاه فوتبال نانسی، و باشگاه فوتبال پاریس اشاره کرد.
وی همچنین در تیم ملی فوتبال مالی بازی کرده‌است. مانا برادر بزرگتر عثمان دمبله است